# مسجد أبي موسى الأشعري
مسجد أبي موسى الأشعري هو مسجد يقع في حي الإخوة فراد بعين الباي في مدينة قسنطينة، الجزائر. يُعتبر من أبرز المعالم الإسلامية في المدينة، ويجمع بين الأهمية الدينية والثقافية للمنطقة. يتميز بتصميمه المستوحى من الطراز المعماري الإسلامي، الذي يعكس التقاليد العربية الإسلامية.